# Echive de Saint-Omer
 (août 2025).
Echive de Saint-Omer, ou Echive de Tibériade, morte en 1265, est une noble du royaume de Jérusalem, qui a été princesse de Galilée de suo jure. Elle est la fille de Raoul de Saint-Omer, précédent prince de Galilée ainsi que sénéchal du royaume de Jérusalem, et de son épouse Agnès Granier.

## Biographie
Après la mort de son père en 1219 lors du siège de Damiette, elle hérite de la principauté de Galilée, bien que celle-ci soit sous domination musulmane depuis 1187.
En 1240, à la suite de la croisade des barons, elle récupère la possession de la principauté grâce à une trêve avec le sultanat ayyoubide de Damas.
Mais en 1244, Tibériade ainsi que plusieurs autres villes sont pillées par des mercenaires khwarezmiens à la solde du sultan. Puis en 1247, la majeure partie de la principauté de Galilée est de nouveau conquise par les Ayyoubides.
Elle meurt en 1265 et son petit-fils Balian d'Ibelin lui succède comme prince-titulaire de Galilée. Bien que cette principauté soit entre les mains des musulmans, le titre continue d'être porté par ses titulaires.

## Mariage et enfants
Elle épouse Eudes de Montbéliard, fils de Gautier de Montbéliard et de son épouse Bourgogne de Lusignan, avec qui il a trois filles :
- Marie de Montbéliard, qui épouse Hugues d'Ibelin, seigneur de Beyrouth, mais n'a pas de postérité ;
- Jeanne de Montbéliard, morte jeune ;
- Simone de Montbéliard, qui épouse Philippe d'Ibelin, connétable du royaume de Chypre, d'où postérité.